# Милко
Милко је словенско име. Познате особе са овим именом су:
- Милко Бјелица (рођен 1984), српски професионални кошаркаш
- Милко Гјуровски (рођен 1963), македонски фудбалер и менаџер
- Милко Ђуровски (рођен 1963), југословенски и македонски фудбалски тренер и бивши играч
- Милко Калаиђиев, бугарски поп-фолк певач